# Episodi de I pinguini di Madagascar (seconda stagione)
La seconda stagione della serie animata I pinguini di Madagascar, composta da 68 episodi è andata in onda sul canale statunitense Nickelodeon tra il 2010 e il 2012.
In italia è stata trasmessa in prima visione assoluta dal 2011 su Nickelodeon. In chiaro è stata trasmessa in prima TV su Italia 1.
| Nº (assoluto) | Nº (stagione) | Titolo originale                          | Titolo italiano                             | Prima TV USA      | Prima TV Italia |
| ------------- | ------------- | ----------------------------------------- | ------------------------------------------- | ----------------- | --------------- |
| 49            | 1             | The Red Squirrel                          | Lo scoiattolo rosso                         | 13 marzo 2010     |                 |
| 50            | 2             | It's About Time                           | Il portale del tempo                        | 13 marzo 2010     |                 |
| 51            | 3             | Gator Watch                               | Alligatore cerca casa                       | 15 maggio 2010    |                 |
| 52            | 4             | In the Line Of Doody                      | Piccioni alla riscossa                      | 15 maggio 2010    |                 |
| 53            | 5             | Can't Touch This                          | Non toccatemi                               | 19 giugno 2010    |                 |
| 54            | 6             | Hard Boiled Eggy                          | Ovetto il duro                              | 19 giugno 2010    |                 |
| 55            | 7             | The Lost Treasure of the Golden Squirrel  | Il tesoro perduto dello Scoiattolo d'Oro    | 19 giugno 2010    |                 |
| 56            | 8             | Fit to Print                              | Fermate le macchine                         | 19 giugno 2010    |                 |
| 57            | 9             | Operation Cooties                         | Tocco mortale                               | 19 giugno 2010    |                 |
| 58            | 10            | Mr. Tux                                   | Mr. Frac                                    | 19 giugno 2010    |                 |
| 59            | 11            | Concrete Jungle Survival                  | Giungla di cemento                          | 19 giugno 2010    |                 |
| 60            | 12            | Stop Bugging Me                           | Fratelli scarafaggi                         | 4 settembre 2010  |                 |
| 61            | 13            | Field Tripped                             | Una gita da pazzi                           | 4 settembre 2010  |                 |
| 62            | 14            | Badger Pride                              | Tassi suscettibili                          | 4 settembre 2010  |                 |
| 63            | 15            | Kaboom e Kabust                           | Furia esplosiva                             | 11 settembre 2010 |                 |
| 64            | 16            | The Helmet                                | La corona magica                            | 11 settembre 2010 |                 |
| 65            | 17            | Night and Dazed                           | Buongiorno e... sogni d'oro                 | 18 settembre 2010 |                 |
| 66            | 18            | The Big Squeeze                           | Un boa a New York                           | 18 settembre 2010 |                 |
| 67            | 19            | Wishful Thinking                          | La fontana dei desideri                     | 2 ottobre 2010    |                 |
| 68            | 20            | April Fools                               | Pesce d'aprile                              | 2 ottobre 2010    |                 |
| 69            | 21            | Hello, Dollface                           | Ciao, bambola!                              | 9 ottobre 2010    |                 |
| 70            | 22            | Huffin and Puffin                         | Un nemico dal passato                       | 9 ottobre 2010    |                 |
| 71            | 23            | Invention Intervention                    | Il trasvisibile                             | 16 ottobre 2010   |                 |
| 72            | 24            | Cradle and All                            | L'imprevedibile                             | 16 ottobre 2010   |                 |
| 73            | 25            | Driven to the Brink                       | La belva meccanica                          | 23 ottobre 2010   |                 |
| 74            | 26            | Friend-in-a-Box                           | Amico-in-scatola                            | 23 ottobre 2010   |                 |
| 75            | 27            | Work Order                                | Il modo giusto                              | 6 novembre 2010   |                 |
| 76            | 28            | Hot Ice                                   | Gioielli regali                             | 6 novembre 2010   |                 |
| 77            | 29            | Command Crisis                            | Crisi al comando                            | 27 novembre 2010  |                 |
| 78            | 30            | Truth Ache                                | Mal di verità                               | 27 novembre 2010  |                 |
| 79            | 31            | The All Nighter Before Christmas          | La lunga notte prima di Natale              | 12 dicembre 2010  |                 |
| 80            | 32            | Whispers and Coups                        | Colpo di Stato allo Zoo                     | 15 gennaio 2011   |                 |
| 81            | 33            | Brush with Danger!                        | Arte pericolosa                             | 15 gennaio 2011   |                 |
| 82            | 34            | Love Hurts                                | L'amore fa male                             | 12 febbraio 2011  |                 |
| 83            | 35            | The Officer X Factor                      | L'agente X                                  | 12 febbraio 2011  |                 |
| 84            | 36            | Brain Drain                               | Super mega-genio                            | 26 febbraio 2011  |                 |
| 85            | 37            | Right Hand Man                            | Il nuovo braccio destro                     | 26 febbraio 2011  |                 |
| 86            | 38            | Danger Wears a Cape                       | Il pericolo indossa il mantello             | 19 marzo 2011     |                 |
| 87            | 39            | Operation: Break-speare                   | Operazione: Shakespeare                     | 19 marzo 2011     |                 |
| 88            | 40            | Rat Fink                                  | Microinfiltrato                             | 19 marzo 2011     |                 |
| 89            | 41            | Kanga Management                          | La patata bollente                          | 19 marzo 2011     |                 |
| 90            | 42            | King Julien for a Day                     | Un giorno da Re Julien                      | 26 marzo 2011     |                 |
| 91            | 43            | Maurice at Peace                          | Addio Maurice                               | 26 marzo 2011     |                 |
| 92            | 44            | Cute-astrophe                             | Arma segreta: tenerezza                     | 2 aprile 2011     |                 |
| 93            | 45            | Operation: Neighbor Swap                  | Scambio di vicini                           | 13 giugno 2011    |                 |
| 94            | 46            | All Tied Up with a Boa                    | Il ritorno di Savio                         | 14 giugno 2011    |                 |
| 95            | 47            | Rock-a-Bye Birdie                         | Mini-Skipper                                | 15 giugno 2011    |                 |
| 96            | 48            | Herring Impaired                          | Aringa dipendenti                           | 16 giugno 2011    |                 |
| 97            | 49            | A Visit from Uncle Nigel                  | Una visita dello zio Nigel                  | 17 giugno 2011    |                 |
| 98            | 50            | The Hoboken Surprise                      | Vacanza a sorpresa ad Hoboken               | 20 agosto 2011    |                 |
| 99            | 51            | The Return of the Revenge of Dr. Blowhole | Il ritorno del dottor Blowhole: la vendetta | 9 settembre 2011  |                 |
| 100           | 52            | Pets Peeved                               | Due animaletti per i gemelli                | 24 settembre 2011 |                 |
| 101           | 53            | Byte-Sized                                | Piccoli aiuti domestici                     | 24 settembre 2011 |                 |
| 102           | 54            | Operation: Good Deed                      | Operazione: buona azione                    | 8 ottobre 2011    |                 |
| 103           | 55            | When the Chips are Down                   | Dolce trappola                              | 8 ottobre 2011    |                 |
| 104           | 56            | Time Out                                  | Il tempometro                               | 10 ottobre 2011   |                 |
| 105           | 57            | Our Man in Grrfurjiclestan                | La spia dormiente                           | 10 ottobre 2011   |                 |
| 106           | 58            | Gut Instinct                              | La pancia lo sa                             | 10 ottobre 2011   |                 |
| 107           | 59            | I Know Why the Caged Bird Goes Insane     | La pazzia di Kowalski                       | 10 ottobre 2011   |                 |
| 108           | 60            | The Big S.T.A.N.K.                        | Il grande S.T.A.N.K.                        | 26 novembre 2011  |                 |
| 109           | 61            | Arch-Enemy                                | Arci nemico                                 | 26 novembre 2011  |                 |
| 110           | 62            | Operation: Antarctica                     | Operazione: Antartica                       | 16 gennaio 2012   |                 |
| 111           | 63            | The Big Move                              | Il grande trasloco                          | 16 gennaio 2012   |                 |
| 112           | 64            | Endangerous Species                       | Guerra all'estinzione                       | 16 gennaio 2012   |                 |
| 113           | 65            | Loathe at First Sight                     | Odio a prima vista                          | 11 febbraio 2012  |                 |
| 114           | 66            | The Trouble With Jiggles                  | Guai con Jiggles                            | 11 febbraio 2012  |                 |
| 115           | 67            | Alienated                                 | Intruso tentacolare                         | 31 marzo 2012     |                 |
| 116           | 68            | The Most Dangerous Game Night             | Giochi pericolosi                           | 31 marzo 2012     |                 |